# Перевезенцев, Сергей Вячеславович
Серге́й Вячесла́вович Перевезе́нцев (род. 29 января 1960 года, Тучково, Московская область) — российский историк и философ

, писатель, консервативный публицист. Доктор исторических наук, профессор факультета политологии МГУ им. М. В. Ломоносова, сопредседатель Правления Союза писателей России, лауреат ряда литературных премий.

## Биография
В 1982 году окончил исторический факультет МГПИ им. В. И. Ленина (ныне — МПГУ), ученик А. Г. Кузьмина. До 1985 года работал учителем в школе. Затем — на издательском поприще (издательства «Молодая гвардия», «Звонница-МГ», журналы «Детская Роман-газета», «Роман-журнал XXI век»).
В 1990 году защитил кандидатскую диссертацию «Идейные истоки историко-философских воззрений В. Н. Татищева». Защита докторской диссертации «Исторические судьбы России в трудах русских мыслителей XI—XVII вв.» состоялась в 1999 году.
С 1995 года — член Союза писателей России, с 1999 года — секретарь Правления, с 2004 года — сопредседатель Правления Союза писателей России.
С 2004 года — профессор кафедры истории социально-политических учений философского факультета МГУ им. М. В. Ломоносова (по совместительству). С 2008 года — профессор кафедры истории социально-политических учений факультета политологии МГУ.
В 2012—2016 годах — декан историко-филологического факультета Российского православного университета (Московского Православного института св. Иоанна Богослова) (по совместительству).
В 2013—2015 годах — главный редактор журнала «Историческое образование» и веб-портала «Тезис.ru: Гуманитарные дискуссии».
С. В. Перевезенцев входит в руководство Всемирного русского народного собора (член Бюро Президиума), является участником различных общественных организаций (действительный член Императорского Православного Палестинского общества, действительный член Философско-экономического собрания и др.).
Супруга — автор учебников и учебно-методических комплексов по истории России Татьяна Владимировна Перевезенцева.

## Научная и литературная деятельность
Опубликовал более 500 статей и более 50 книг. Автор (совместно с Т. В. Перевезенцевой) учебников и учебно-методического комплекта по истории России для 6—11 классов общеобразовательных школ. Автор, соавтор, составитель и редактор нескольких учебных пособий, хрестоматий и антологий для высших учебных заведений.
В своих научных и публицистических работах С. В. Перевезенцев обосновывает своеобразие и самостоятельность русской цивилизации, исследует проблемы методологии православного понимания истории, раскрывает смысловое содержание различных исторических процессов и событий. Ввёл понятие «духовный фактор исторического развития» и предложил учитывать его при анализе причин исторических явлений, наряду с иными факторами (экономическим, политическим, социальным, природно-климатическим и др.). Разработал концепцию духовно-политической мысли, в соответствии с которой изучение русских социально-политических учений нужно осуществлять через призму их духовного (религиозного) содержания и целеполагания. На основе данной концепции С. В. Перевезенцев подготовил учебный курс «История социально-политических учений России X—XVIII вв.», а также несколько спецкурсов, которые читаются для студентов-политологов. Под руководством С. В. Перевезенцева защищены 7 кандидатских диссертаций по специальностям «Теория политики, история и методология политической науки» и «Отечественная история».
Работы С. В. Перевезенцева, в частности статьи «Крах гуманизма», «Русский выбор: основополагающие идеалы национального самосознания», «Когда истории не будет», «Русский лад печальности» и др., неоднократно публиковались в различных печатных и электронных изданиях, становились предметом общественного обсуждения.
Рассказы и повести С. В. Перевезенцева печатались в журналах «Наш современник», «Роман-журнал XXI век», «Подъём», «Север», «Нижний Новгород», «Бежин луг», «Очаг», «Детская Роман-газета» и др., в газете «Литературная Россия», а также вышли отдельной книгой («Нам это надо?..: Повести и рассказы»). Отдельными изданиями выходили художественно-исторические повествования для детей: «Древняя Русь. История русского народа с I по IX век», «Иван Грозный», «Московские святители», «Век переворотов и фаворитов», «Михайло Ломоносов», «Александр II Освободитель».
Является сторонником антинорманизма. По словам Перевезенцева (2005), А. Г. Кузьмин «считал, что „чистая наука“ — это слишком уж „узкое“ занятие. Главная задача ученого — служить своему Отечеству, быть гражданином и патриотом». В 2010 году работы Перевезенцева, А. Г. Кузьмина, А. Н. Сахарова, Л. П. Грот, В. В. Фомина, Наталии Ильиной (супруги философа Ивана Ильина) были выпущены в сборнике «Изгнание норманнов из русской истории». В аннотации сказано: «В публикуемых работах… показываются истинные истоки Руси, тенденциозно трактуемые норманистами».

## Оценки деятельности
Патриарх Московский и всея Руси Кирилл 3 июня 2010 года на встрече с общественностью Карелии сказал о С. В. Перевезенцеве: «Я тоже поклонник Сергея Вячеславовича Перевезенцева и должен сказать, что он написал замечательную книгу „История нашего Отечества“. Книга прекрасно издана, большим тиражом, и он, кстати, готовит сейчас учебники для православных гимназий… Когда читаешь Перевезенцева, то понимаешь, что люди, не знающие этих ключевых, фундаментальных положений нашей истории, связанных с православной культурой, не могут понять смысл исторического процесса, как он был осуществлен в судьбах России».
Лауреат многих литературных премий, в том числе: им. Э. Ф. Володина (2002), им. Н. М. Карамзина (2003), премии «Триумф» Международного конкурса «Искусство книги» (2004), Всероссийской литературной премии «Александр Невский» (2005), Большой литературной премии России (2010, 1-я премия за книгу «Россия. Великая судьба»), Всероссийской литературной премии «Прохоровское поле» (2012). Неоднократный лауреат премий Ассоциации книгоиздателей (АСКИ) «Лучшая книга года».

## Научные труды

### Книги
- Отечества пользы для (М.: Молодая гвардия, 1990);
- Практикум по истории западноевропейской философии (М.: Учебная литература, 1997);
- Русская религиозно-философская мысль X—XVII вв. (М.: Прометей, 1999);
- Москва: грани веков (М.: Голден-Би, 2001);
- Тайны русской веры. От язычества к империи (М.: Вече, 2001);
- Москва — Санкт-Петербург: величие России (М.: Голден-Би, 2003);
- Россия. Великая судьба (М.: Белый город, 2003);
- Смысл русской истории (М.: Вече, 2004);
- Святорусское царство: учебное пособие по спецкурсу «История русской святости» (Арзамас: Издательство АГПИ, 2004);
- Свято-Никольский Угрешский ставропигиальный мужской монастырь. История, современность, будущее (М., 2004; 2-е изд.: М., 2006; 3-е изд.: М., 2011);
- Москва. Великие победы (М.: Голден Би, 2005. В соавт. с В. А. Волковым);
- Москва — Казань: величие России (М.: Голден Би, 2005);
- Святая Угреша: К 625-летию Свято-Никольского Угрешского ставропигиального монастыря (М.: Роман-газета XXI век, 2005. В соавт. с игуменом Иоанном (Рубиным) и Л. А. Перфильевой);
- Русский выбор: очерки национального самосознания (М.: Русскій мір, 2007);
- Древняя Русь. История русского народа с I по IX век (Белый Город; 2001; ISBN 5-7793-0168-9);
- Нам это надо?..: Повести и рассказы. (М., 1999);
- История России с древнейших времен до начала XVI века: Учебник для 6 класса общеобразовательных учреждений (М.: ООО «ТИД Русское слово — РС», 2009. В соавт. с Т. В. Перевезенцевой);
- История России. XVI—XVIII века: Учебник для 7 класса общеобразовательных учреждений (М.: ООО «ТИД Русское слово — РС», 2010. В соавт. с Т. В. Перевезенцевой);
- История России. XIX век: Учебник для 8 класса общеобразовательных учреждений (М.: ООО «ТИД Русское слово — РС», 2011. В соавт. с Т. В. Перевезенцевой);
- История России. XX — начало XXI века: Учебник для 9 класса общеобразовательных учреждений (М.: ООО «ТИД Русское слово — РС», 2012. В соавт. с Т. В. Перевезенцевой);
- История России с древнейших времен до конца XIX века: учебник для 10 класса общеобразовательных учреждений (М.: ООО «Русское слово — учебник», 2013. В соавт. с Т. В. Перевезенцевой);
- Царь Иван IV Грозный (М.: Русскій міръ, 2005);
- Иван Грозный (М., Белый город, 2001);
- Век переворотов и фаворитов (М., Белый город, 2001);
- Михайло Ломоносов (М., Белый город, 2001);
- Александр II Освободитель (М., Белый город, 2002);
- Московские святители (М.: Белый город, 2009);
- Родство по истории: Статьи. Очерки. Беседы (М.: Издательство «ФИВ», 2015);
- Истоки русской души: Обретение веры. X—XVII вв. (М.: Издательство «Э», 2015)
- Святорусское царство: История русской святости. 2-е изд., расш., испр. и доп. (М.: Общество развития русского исторического просвещения «Двуглавый орел»; Издательство М. Б. Смолина (ФИВ), 2018);
- Русская история: С древнейших времен до начала XXI века (М.: «Академический проект», 2018);
- Русские смыслы: Духовно-политические учения X—XVII вв. в их историческом развитии. Монография (М.: Вече, 2019);
- История России. XVI—XVII века: учеб. пособие для 7 кл. В 2 ч. (Екатеринбург: Артефакт, 2019. В соавт. с Т. В. Перевезенцевой);
- История социально-политических учений России. Часть 1. Духовно-политические учения России X—XIV вв. Учебное пособие. (М.: Издательство Московского университета, 2020);
- История социально-политических учений России. Часть 2. Духовно-политические учения России XV—XVI вв. Учебное пособие. (М.: Издательство Московского университета, 2020);
- История социально-политических учений России. Часть 3. Духовно-политические учения России XVII в. Учебное пособие. (М.: Издательство Московского университета, 2020);
- История России. С древнейших времён до начала XVI века: учеб. пособие для 6 кл. В 2 ч. (Екатеринбург: Артефакт, 2020. В соавт. с Т. В. Перевезенцевой);
- Книга для учителя. История России. 7 класс. Методическое пособие. (Екатеринбург: Артефакт, 2020. В соавт. с Т. В. Перевезенцевой);
- Рабочая тетрадь к учебному пособию История России. XVI—XVII века: для 7 кл. В 2 ч. (Екатеринбург: Артефакт, 2020. В соавт. с Т. В. Перевезенцевой);
- Рабочая тетрадь к учебному пособию История России. С древнейших времён до начала XVI века: для 6 кл. В 2 ч. (Екатеринбург: Артефакт, 2020. В соавт. с Т. В. Перевезенцевой);
- Книга для учителя. История России. 6 класс. Методическое пособие. (Екатеринбург: Артефакт, 2020. В соавт. с Т. В. Перевезенцевой);
- История России. XVIII век: учеб. пособие для 8 кл. В 2 ч. (Екатеринбург: Артефакт, Ч. 1., 2020; Ч. 2. 2021. В соавт. с Т. В. Перевезенцевой);
- Рабочая тетрадь к учебному пособию История России. XVIII век: для 8 кл. В 2 ч. (Екатеринбург: Артефакт, 2020. В соавт. с Т. В. Перевезенцевой);
- Книга для учителя. История России. 8 класс. Методическое пособие. (Екатеринбург: Артефакт, 2021. В соавт. с Т. В. Перевезенцевой);
- Русская душа. Тысяча лет отечественного любомудрия / Сост., предисл., вст. статьи С. В. Перевезенцева. (М.: Роман-газета, 1994);
- Антология античной философии / Сост., предисл., вст. статьи С. В. Перевезенцева (М.: «Олма-пресс», 2001);
- Антология философии Средних веков и Эпохи Возрождения / Сост., предисл., вст. статьи С. В. Перевезенцева (М., «Олма-пресс», 2001);
- Иван Грозный / Под ред. С. В. Перевезенцева / Сост. Д. В. Ермашов, С. В. Перевезенцев, В. В. Фомин / Вст. ст. С. В. Перевезенцева (М.: Издательство «Социально-политическая мысль». 2002);
- Хрестоматия по истории России с древнейших времен до 1618 г.: учеб. пособие для студ. высш. учеб. заведений / Под ред. А. Г. Кузьмина, С. В. Перевезенцева (М.: Гуманитар. изд. центр. ВЛАДОС, 2004);
- Русская социально-политическая мысль X — начала XX века: Антология. Учебное пособие. Т. I—II: Политическая мысль X — начала XIX вв. / Под общ. ред. Е. Н. Мощелкова / Ред.-сост. тома О. Ю. Бойцова, Д. В. Ермашов, С. В. Перевезенцев (М.: Издательство «Социально-политическая мысль», 2006);
- Русская социально-политическая мысль X — начала XX века: Учебно-методическое пособие. Часть 1. История политических учений России X—XVII вв.: От Киевской Руси до Московского царства / Под ред. С. В. Перевезенцева. / Авт.-сост.: Д. В. Ермашов, С. В. Перевезенцев, А. А. Ширинянц, при участии Г. В. Талиной (М.: Информационно-издательская продюсерская компания «Ихтиос», издательство «Социально-политическая МЫСЛЬ», 2005);
- Русская социально-политическая мысль. XI—XVII вв. Хрестоматия / Сост. С. В. Перевезенцев, подг. текстов: С. В. Перевезенцев, Г. В. Талина, Д. В. Ермашов, А. С. Ермолина, В. С. Зубова; под ред. А. А. Ширинянца, С. В. Перевезенцева (М.: Издательство Московского университета, 2011);
- Россия в Великой войне 1914—1918 годов. Образы и тексты / Под общ. ред. А. К. Сорокина и А. Ю. Шутова. Авт.-сост. К. М. Андерсон, Б. С. Котов, С. В. Перевезенцев, А. В. Репников, А. А. Ширинянц (М.: Политическая энциклопедия, 2014);
- Отечество в Великой войне 1941—1945 годов. Образы и тексты / Под общ. ред. А. К. Сорокина и А. Ю. Шутова. Авт.-сост. К. М. Андерсон, З. Н. Вишнякова, Е. М. Мягкова, С. В. Перевезенцев, А. В. Репников, А. А. Ширинянц. (М.: Политическая энциклопедия, 2015);
- Хранители России. Антология. Т. I. Истоки русской консервативной мысли. XI—XVII вв. / Под ред. С. В. Перевезенцева. Авт.-сост.: Р. В. Михайлов, С. В. Перевезенцев, А. А. Ширинянц. Подг. текстов А. А. Горохов, О. Е. Пучнина, А. С. Хелик, А. Б. Страхов, Д. А. Ананьев (М.: ООО «Паблис», 2015);
- Хранители России. Антология. Т. 2. В поисках нового… консерватизма / Под ред. А. А. Ширинянца, С. В. Перевезенцева. Авт.-сост. Р. В. Михайлов, С. В. Перевезенцев, А. А. Ширинянц. Подг. текстов: А. А. Горохов, О. Е. Пучнина, А. С. Хелик, А. Б. Страхов, Д. А. Ананьев (М.: ООО «Паблис», 2015);
- Хранители России. Антология. Т. 3. Рождение русского консерватизма. 1800—1850 гг. / Под ред. А. Ю. Минакова, С. В. Перевезенцева, А. А. Ширинянца. Авт.-сост. Д. А. Ананьев, Т. И. Дайн, Ю. Е. Кондаков, Н. Н. Лупарева, А. О. Мещерякова, А. Ю. Минаков, Р. В. Михайлов, В. С. Парсамов, С. В. Перевезенцев, А. Б. Страхов, И. Р. Федий, С. В. Хатунцев, А. С. Хелик, А. А. Ширинянц (М.: ООО «Паблис», 2016);
- Хранители России. Антология. Т. 4. В поисках русского пути. 1800—1850 гг. / Под ред. С. В. Перевезенцева, А. А. Ширинянца. Авт.-сост. А. С. Абрамян, Д. А. Ананьев, А. А. Горохов, Т. И. Дайн, Р. В. Михайлов, С. В. Перевезенцев, А. Б. Страхов, А. С. Хелик, А. А. Ширинянц (М.: ООО «Паблис», 2016);
- Хранители России. Антология. Т. 5. Обретённая Россия. 1840-е — начало 1860-х гг. / Под ред. С. В. Перевезенцева, А. А. Ширинянца / Авт.-сост. А. С. Абрамян, Д. А. Ананьев, В. А. Болдин, Т. И. Дайн, Д. Ю. Кухарский, А. З. Маргушева, Р. В. Михайлов, А. В. Мырикова, С. В. Перевезенцев, В. А. Соболев, А. Б. Страхов, А. А. Ширинянц. (М.: ООО Новые решения, 2018);
- Хранители России. Антология. Т. 6. Крестьянское дело. 1840-е — начало 1860-х гг. / Под ред. С. В. Перевезенцева, А. А. Ширинянца / Авт.-сост. А. С. Абрамян, Д. А. Ананьев, К. А. Горшкова, Т. И. Дайн, О. С. Кононенко, М. А. Лагузова, Р. В. Михайлов, С. В. Перевезенцев, В. А. Соболев, А. Б. Страхов, А. А. Ширинянц (М.: ООО Новые решения, 2018);

### Статьи
- Русь древнейшая: художественно-историческое повествование
- Грозный царь: известный и неведомый… (очерк-размышление) // «Наш современник», 2010, № 4
- Загадка древних русов, или что означает слово «русский?» // Образовательный портал «Слово»
- Кошель на царстве // Вокруг света, 2013, № 3(2870)
- Покров Пресвятой Богородицы над Русью // Образовательный портал «Слово»
- Пояс Пресвятой Богородицы. К 525-летию «Стояния на Угре» // Образовательный портал «Слово»
- История Николо-Угрешского монастыря. Часть I // Образовательный портал «Слово»
- История Николо-Угрешского монастыря. Часть II // Образовательный портал «Слово»
- Николай Кузанский // Образовательный портал «Слово»
- Русская армия в XVIII столетии // Образовательный портал «Слово» (в соавт. с В. А. Волковым)
- Образование Древнерусского государства // Образовательный портал «Слово»
- О православном понимании истории // Образовательный портал «Слово»
- Крах гуманизма // Образовательный портал «Слово»
- Русский выбор, или основополагающие идеалы русского национального сознания // Образовательный портал «Слово»
- Когда истории не будет… // Образовательный портал «Слово»
- История: чему же учим? // Образовательный портал «Слово»
- Родство по истории // «Тезис.ru: Гуманитарные дискуссии»
- Российские Вольтеры: просветительство XVIII века и национальная идея // «Фонд имени Питирима Сорокина»
- Насколько в России сопоставимы интересы государства и элит? // «Фонд имени Питирима Сорокина»
- Больной хочет выздороветь. О духовно-нравственном состоянии современного российского общества // «Фонд исторической перспективы»